# De'Vondre Campbell
Pour les articles homonymes, voir Campbell.
(en) Statistiques sur pro-football-reference
De'Vondre Campbell, né le 1er juillet 1993 à Fort Myers, est un joueur américain de football américain évoluant au poste de linebacker dans la National Football League (NFL) depuis la saison 2016.
Au niveau universitaire, il joue pendant pour les Blue Dragons d'Hutchinson (en) (2012) et les Golden Gophers du Minnesota (2013-2015) respectivement en NJCAA et en NCAA Division I FBS.
Sélectionné en 115e choix global lors du 4e tour de la draft 2016 par la franchise des Falcons d'Atlanta, il y joue pendant quatre saisons avant de rejoindre les Cardinals de l'Arizona (2020) et les Packers de Green Bay (2021-2023) qui le libèrent en 13 mars 2024. Il signe en tant qu'agent libre aux 49ers de San Francisco le 18 mars 2024.
Il a été sélectionné dans la première équipe All-Pro en 2021.

## Biographie

### Jeunesse
Campbell joue au football américain au lycée Cypress Lake (en) de Fort Myers en Floride.

### Carrière universitaire
Après avoir joué au niveau universitaire pour les Blue Dragons de Hutchinson (en), Campbell rejoint les Golden Gophers du Minnesota (2013-2015),. En 2013 lors de son année sophomore, il comptabilise 39 plaquages dont trois pour perte et force un fumble. L'année suivante, il totalise 75 plaquages dont 6½ pour perte, 2½ sacks, une interception, une passe défendue et recouvre trois fumbles. Lors de sa dernière saison en 2015, il enregistre 92 plaquages dont 6½ pour perte, quatre sacks, une interception, trois passes défendues et force deux fumbles.

### Carrière professionnelle
| Taille              | Poids           | Bras           | Main           | Sprint   | Sprint   | Sprint   | Shuttle 20 yards | 3 cones drill | Détente       | Détente            | Développé couché | Test Wonderlic |
| Taille              | Poids           | Bras           | Main           | 40 yards | 10 yards | 20 yards | Shuttle 20 yards | 3 cones drill | verticale     | horizontale        | Développé couché | Test Wonderlic |
| 1,92 m (6 ft 3⅝ in) | 105 kg (232 lb) | 85 cm (3 ⅝ in) | 24 cm (9 ⅝ in) | 4,58 s   | 1,64 s   | 2,71 s   | 4,50 s           | 7,07 s        | 86 cm (34 in) | 2,95 m (9 ft 8 in) | 16 reps          | -              |

#### Falcons d'Atlanta

##### Draft
Les Falcons d'Atlanta sélectionnent Campbell en 115e choix global lors du 4e tour de la draft 2016 de la NFL. Il est le deuxième linebacker sélectionné lors de cette draft après Deion Jones des Tigers de LSU et le 16e linebacker sélectionné à la draft,.

##### 2016
Le 5 mai 2016, il signe son contrat rookie de quatre ans pour un montant de 3,9 millions de dollars incluant une prime à la signature de 565 528 dollars.
Lors du camp d'entraînement, Campbell entre en compétition avec Sean Weatherspoon et Philip Wheeler (en) pour le poste d'outside linebacker (coté extérieur). L'entraîneur principal Dan Quinn le désigne titulaire pour le poste de weakside linebacker (côté faible) aux côtés de Deion Jones et Vic Beasley.
Campbell fait ses débuts professionnels et son premier match en tant que titulaire lors de la défaite 24 à 31 contre les Buccaneers de Tampa Bay et y enregistre 4 plaquages en solo. Le 16 septembre 2016, sa franchise annonce qu'il s'est blessé à la cheville lors des entraînements ce qui va l'empêcher de jouer les quatre prochaines rencontres. Le 23 octobre, il réalise sa meilleur performance avec un total de 10 plaquages dont six en solo malgré la défaite en prolongation 30 à 33 contre les Chargers de San Diego en 7e semaine. Lors de la victoire 38 à 19 en 12e semaine contre les Cardinals de l'Arizona, il totalise 4 plaquages en solo, trois passes défendues et réussit sa première interception professionnelle sur une passe du quarterback Carson Palmer destinée au tight end Jermaine Gresham. Celle-ci permet à sa franchise d'assurer la victoire dans le quatrième quart temps. Campbell ne participe pas à la victoire des Falcons en 16e semaine contre les Panthers de la Caroline après avoir subi une commotion la semaine précédente.
Il termine sa saison régulière rookie avec un total de 48 plaquages dont 35 en solo, sept passes défendes, un fumble forcé et une interception lors des 11 matchs disputés (10 en tant que titulaire),.
Les Falcons remportent la division NFC South avec un bilan de 11 victoires pour 5 défaites en saison régulière et sont exemptés du premier tour de la série éliminatoire. Le 14 janvier 2017, Campbell dispute le premier match de phase finale de sa carrière professionnelle au cours duquel il effectue quatre plaquages (victoire 36 à 20 contre les Seahawks de Seattle). Il remporte ensuite la finale de conférence NFC 44 à 22 contre les Packers de Green Bay, y réussissant deux plaquages.
Le 5 février 2017, il effectue quatre plaquages lors du Super Bowl LI perdu en prolongation 28 à 34 contre les Patriots de la Nouvelle-Angleterre.

##### 2017
Le 8 février 2017, les Falcons congédient le coordinateur défensif Richard Smith (en) la défense ayant encaissé 31 points au cours de la deuxième mi-temps du Super Bowl LI alors que l'équipe menait 28 à 3 en fin de première mi-temps. Il est remplacé deux jours plus tard par l'entraîneur de la ligne arrière, Marquand Manuel (en).
Lors du camp d'entraînement, Campbell est placé au poste de strongside linebacker (côté fort), Vic Beasley ayant été déplacé ver le poste de defensive end. L'entraîneur principal Dan Quinn désigne Campbell titulaire à ce poste aux côtés de Duke Riley (weakside linebacker) et de Deion Jones (middle linebacker). Le 17 septembre 2017, Campbell totalise huit plaquages, une passe déviée, et réussit son premier sack dans la NFL sur le quarterback Aaron Rodgers lors de la victoire 34 à 23 sur les Packers de Green Bay. En 10e semaine, Campbell réussit 13 plaquages lors de la victoire 27 à 7 contre les Cowboys de Dallas.
Sur la saison, il totalise, lors des 16 matchs disputés en tant que titulaire, 92 plaquages dont 61 en solo, quatre passes déviées, et deux sacks.

##### 2018
En début de saison, Campbell est confirmé titulaire pour le poste de strongside linebacker aux côtés de Duke Riley et Deion Jones.
Il dispute 16 matchs dont 13 en tant que titulaire et termine meilleur plaqueur de son équipe avec 94 plaquages et 1 ½ sack.

##### 2019
En 4e semaine contre les Titans du Tennessee, Campbell totalise 17 plaquages.
Lors de la victoire 29 à 3 contre les Panthers en 11e semaine, Campbell enregistre 11 plaquages et une interception sur une passe du quarterback Kyle Allen. Contre les 49ers de San Francisco en 15e semaine (victoire 29 à 22), il provoque et récupère un fumble du running back Matt Breida.

#### Cardinals de l'Arizona
Le 3 avril 2020, Campbell signe un contrat d'un an avec les Cardinals de l'Arizona.
En 9e semaine, lors de la défaite 31 à 34 contre les Dolphins de Miami, Campbell réussit un sack sur Tua Tagovailoa. Il termine la saison avec 99 plaquages (3e de son équipe) et 2 sacks, lors des seize matchs joués la totalité en tant que titulaire.

#### Packers de Green Bay
Le 9 juin 2021, Campbell signe avec les Packers de Green Bay et est désigné titulaire au poste d'inside linebacker avec Krys Barnes (en).

##### 2021
Lors de la victoire 37 à 17 contre les Lions de Détroit en 2e semaine de la saison 2021, Campbell réussit une interception sur une passe du quarterback Jared Goff. Sa deuxième interception est effectuée lors de la victoire 25 à 22 en prolongation contre les Berngals de Cincinnati, lors du premier jeu de la prolongation sur une passe du quarterback Joe Burrow. Campbell est désigné meilleur défenseur du mois d'octobre en NFC. Lors des cinq matchs gagnés au cours de ce mois, Campbell effectue 45 plaquages dont trois pour perte, un sack, une interception, deux fumbles forcés, deux pressions sur quarterback et deux passes déviées. Il réalise son record de plaquages (14) en un match, le 24 octobre en 7e semaine contre la Washington Football Team.
Le 14 janvier 2022, Campbell est sélectionné dans la première équipe 2021 All-Pro, devenant le premier inside linebacker des Packers à se voir décerner cet honneur depuis Ray Nitschke en 1966. Il termine la saison en tant que deuxième meilleur linebacker de la ligue derrière Micah Parsons des Cowboys de Dallas.

##### 2022
Le 17 mars 2022, Campbell signe une prolongation de contrat de cinq ans pour un montant de 50 millions de dollars,.
Le 23 octobre 2022, lors de la défaite contre les Commanders de Washington en 7e semaine, Campbell intercepte une passe du quarterback Taylor Heinicke et la retourne sur 63 yards en inscrivant son premier touchdown dans la NFL.
Campbell est libéré par les Packers le 13 mars 2024.

#### 49ers de San Francisco
Le 18 mars 2024, Campbell signe un contrat d'un an avec les 49ers de San Francisco.

## Statistiques

### Universitaires
| Année       | Équipe                      | Statut      | MJ |       | Plaquages | Plaquages | Plaquages | Plaquages |       | Interceptions | Interceptions | Interceptions | Interceptions |  | Fumbles | Fumbles |
| Année       | Équipe                      | Statut      | MJ | Total | Seul      | Ast.      | Sacks     | Nb.       | Yards | Déf.          | TD            | Nb.           | Rec.          |  |         |         |
| 2013        | Golden Gophers du Minnesota | So.         | 10 | 39    | 25        | 14        | 3,0       | 0         | 0     | 0             | 0             | 1             | 0             |  |         |         |
| 2014        | Golden Gophers du Minnesota | Jr.         | 13 | 75    | 49        | 26        | 6,5       | 1         | 30    | 1             | 1             | 0             | 3             |  |         |         |
| 2015        | Golden Gophers du Minnesota | Sr.         | 13 | 92    | 53        | 39        | 6,5       | 1         | - 3   | 3             | 0             | 1             | 0             |  |         |         |
| Totaux NCAA | Totaux NCAA                 | Totaux NCAA | 36 | 206   | 127       | 79        | 16,0      | 2         | 27    | 4             | 1             | 2             | 0             |  |         |         |

### Professionnelles
| Année      | Équipe                 | MJ  |                 | Plaquages       | Plaquages       | Plaquages       | Plaquages       |                 | Interceptions   | Interceptions   | Interceptions | Interceptions |  | Fumbles | Fumbles |
| Année      | Équipe                 | MJ  | Total           | Seul            | Ast.            | Sacks           | Nb.             | Yards           | Déf.            | TD              | Nb.           | Rec.          |  |         |         |
| 2016       | Falcons d'Atlanta      | 11  | 048             | 035             | 13              | 0,0             | 1               | 07              | 7               | 0               | 1             | 0             |  |         |         |
| 2017       | Falcons d'Atlanta      | 16  | 092             | 061             | 31              | 2,0             | 0               | 0               | 4               | 0               | 1             | 0             |  |         |         |
| 2018       | Falcons d'Atlanta      | 16  | 094             | 063             | 31              | 1,5             | 0               | 0               | 0               | 0               | 0             | 0             |  |         |         |
| 2019       | Falcons d'Atlanta      | 16  | 129             | 075             | 54              | 2,0             | 2               | - 5             | 5               | 0               | 3             | 1             |  |         |         |
| 2020       | Cardinals de l'Arizona | 16  | 099             | 069             | 30              | 2,0             | 0               | 0               | 3               | 0               | 1             | 0             |  |         |         |
| 2021       | Packers de Green Bay   | 16  | 146             | 102             | 44              | 2,0             | 2               | 15              | 5               | 0               | 2             | 1             |  |         |         |
| 2022       | Packers de Green Bay   | 13  | 096             | 056             | 40              | 0,0             | 2               | 77              | 3               | 1               | 0             | 0             |  |         |         |
| 2023       | Packers de Green Bay   | 11  | 075             | 046             | 29              | 0,0             | 0               | 0               | 1               | 0               | 0             | 1             |  |         |         |
| 2024       | 49ers de San Francisco | ?   | Saison en cours | Saison en cours | Saison en cours | Saison en cours | Saison en cours | Saison en cours | Saison en cours | Saison en cours | ?             | ?             |  |         |         |
| Totaux NFL | Totaux NFL             | 115 | 779             | 507             | 262             | 9,5             | 8               | 94              | 28              | 1               | 8             | 3             |  |         |         |

| Année      | Équipe               | MJ |       | Plaquages | Plaquages | Plaquages | Plaquages |       | Interceptions | Interceptions | Interceptions | Interceptions |  | Fumbles | Fumbles |
| Année      | Équipe               | MJ | Total | Seul      | Ast.      | Sacks     | Nb.       | Yards | Déf.          | TD            | Nb.           | Rec.          |  |         |         |
| 2016       | Falcons d'Atlanta    | 3  | 11    | 08        | 3         | 0,0       | 0         | 0     | 0             | 0             | 0             | 0             |  |         |         |
| 2017       | Falcons d'Atlanta    | 2  | 08    | 08        | 0         | 1,0       | 0         | 0     | 0             | 0             | 0             | 0             |  |         |         |
| 2021       | Packers de Green Bay | 1  | 07    | 06        | 1         | 0,0       | 0         | 0     | 1             | 0             | 0             | 0             |  |         |         |
| 2023       | Packers de Green Bay | 2  | 16    | 11        | 5         | 1,0       | 0         | 0     | 2             | 0             | 0             | 0             |  |         |         |
| Totaux NFL | Totaux NFL           | 8  | 42    | 33        | 8         | 2,0       | 0         | 0     | 3             | 0             | 0             | 0             |  |         |         |

## Identité visuelle

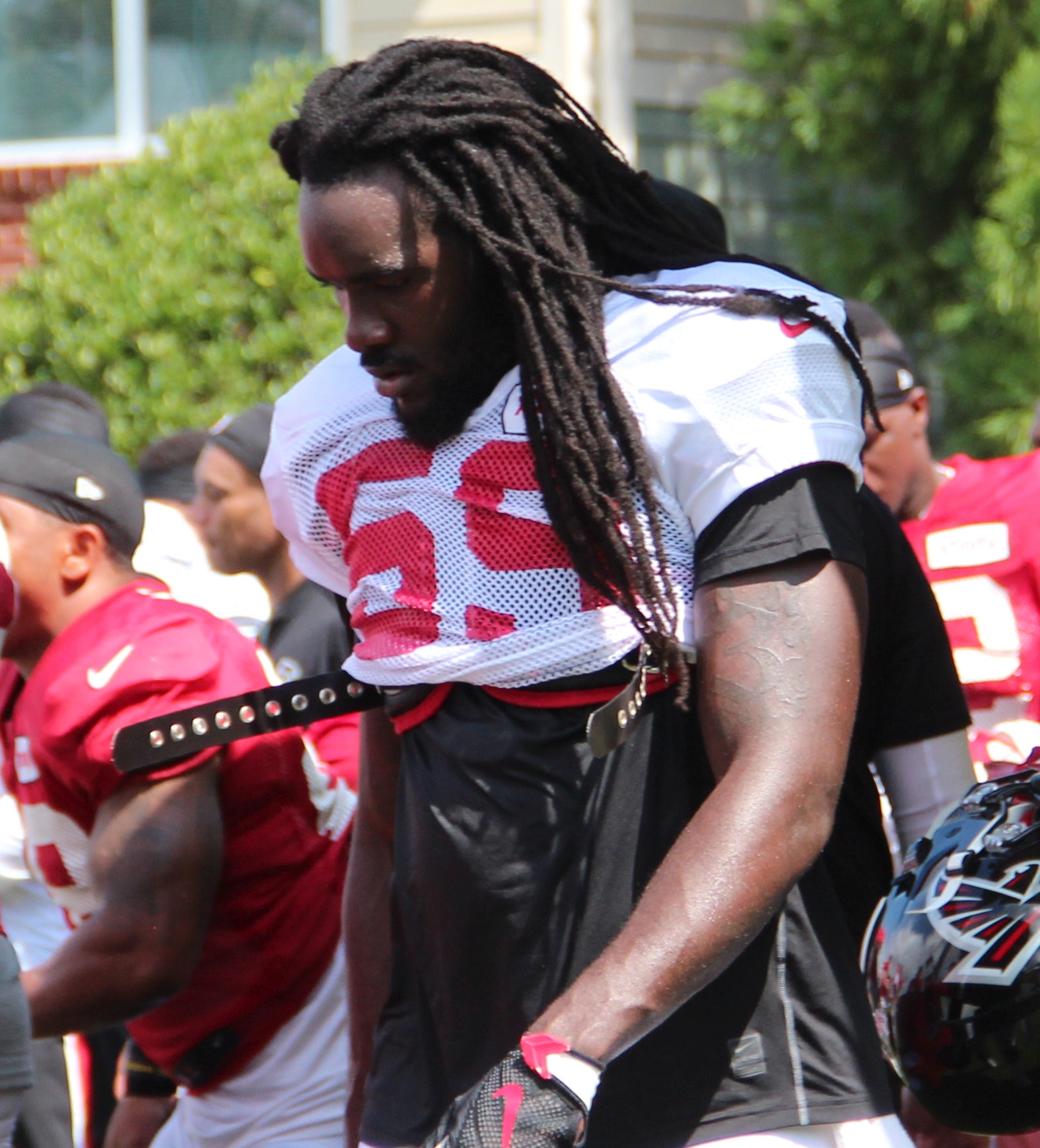
Avec les Falcons en 2016.
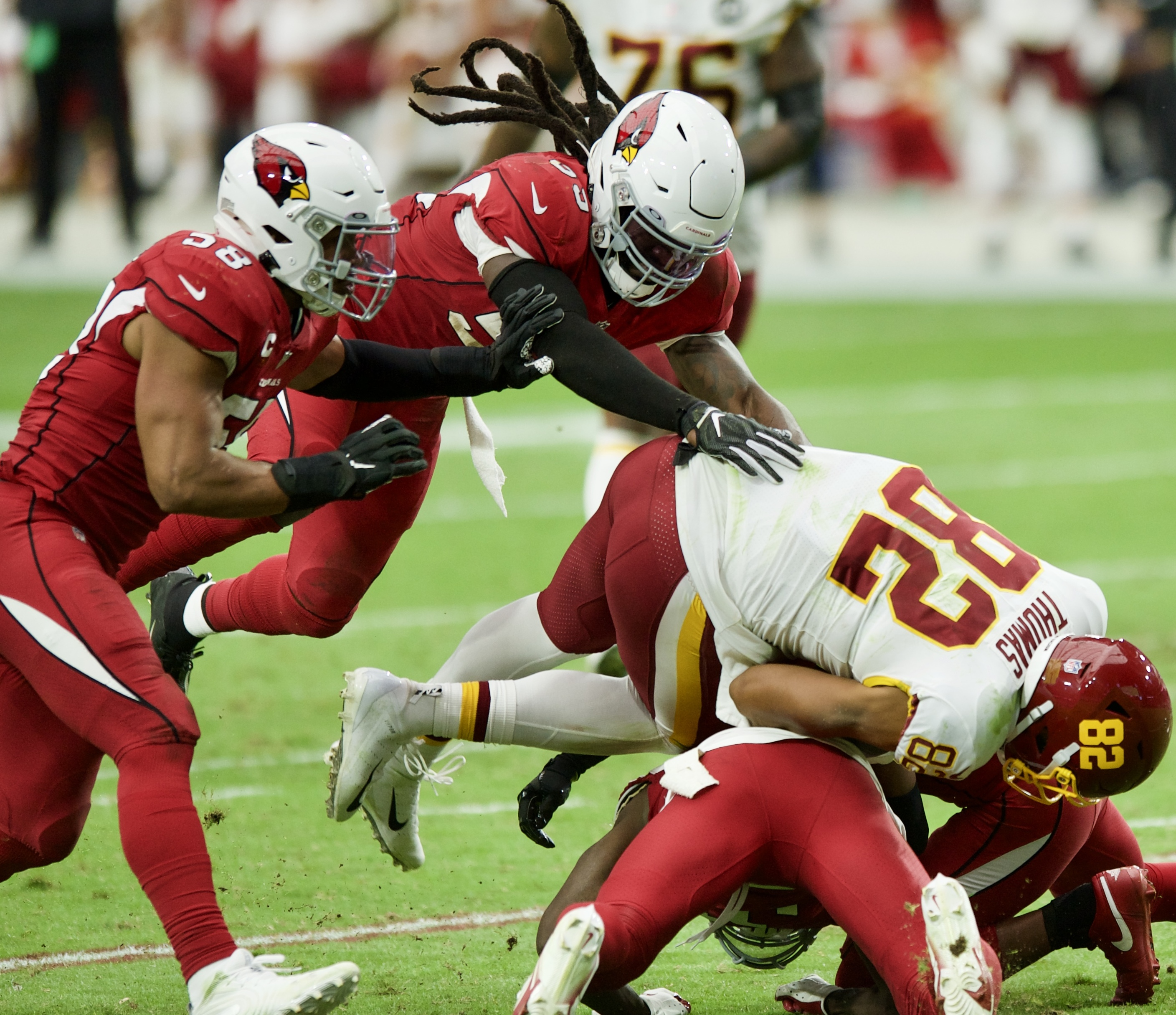
Au centre avec les Cardinals en 2020.